# Samuel Larsen
Samuel Peter Acosta Larsen (* 28. srpna 1991 San Francisco, Kalifornie) je americký herec a zpěvák. Dne 21. srpna 2011 vyhrál reality soutěž The Glee Project společně s Damianem McGintym. Je členem hudební skupiny Bridges I Burn a má vedlejší roli v seriálu Glee jako Joe Hart.
V roce 2014 vydal své debutové EP Vices.

## Životopis
Narodil se v San Francisku jako syn Henrika a Lupe Acosty Larsenových. Jeho otec Henrik pochází z Dánska a jeho matka Lupe Acosta je z Mexika. Má staršího bratra Manola Acosta a sestru jménem Morgan. Učinil veřejné prohlášení, že je křesťan.
V dětství hrál na bicí, basovou a akustickou kytaru a na klávesy. V roce 2009 absolvoval na střední škole Murrieta Valley High School a byl ve školní pochodové kapele. V druhém ročníku se stal zpěvákem a kytaristou školní skupiny 15 North a skupina účinkovala na různých festivalech.

## Kariéra
V roce 2010 se přihlásil na konkurz do deváté řady soutěže American Idol, ale naneštěstí byl vyhozen při Hollywoodském týdnu a těsně se nedostal mezi semifinalisty. Poté, co dělal modela pro módního návrháře Ashtona Michaela, potkal Skipa Arnolda, se kterým krátce poté založili hudební skupinu a pojmenovali ji "Bridges I Burn". Brzy se k nim přidal i třetí člen kapely,
Salvatore Spinelli. Většinu písní kapely zpívá i píše právě Larsen. Ucházel se o roli Sama Evanse v seriálu Glee, roli ale nezískal a hraje ji Chord Overstreet. Do seriálu se ale nakonec dostal, protože vyhrál reality show The Glee Project, jejíž hlavní cenou pro výherce bylo získání vedlejší role v Glee po sedm epizod.
Poprvé se objevil v Glee v třinácté epizodě třetí série s názvem Heart. Jeho rolí je Joe Hart, Křesťan, který se dříve učil doma. V této epizodě zpíval dvě písně: "Stereo Hearts" od Gym Class Heroes a mashup písní "Cherish" od The Association a "Cherish" od Madonny. Ačkoliv jeho výhrou bylo sedm epizod v seriálu, objevil se v posledních deseti epizodách třetí série a ve dvanácti epizodách čtvrté série.
V červenci 2018 byl obsazen do role Zeda Evanse ve filmové adaptaci After: Polibek, která měla premiéru v dubnu 2019. V roce 2020 bude mít premiéru pokračování filmu After: Přiznání.

## Filmografie

### Film
| Rok  | Název            | Role      | Poznámky |
| ---- | ---------------- | --------- | -------- |
| 2015 | The Breakup Girl | Uri       |          |
| 2016 | The Remains      | Tommy     |          |
| 2016 | Recovery         | Logan     |          |
| 2017 | Disconnected     | Dirk      |          |
| 2019 | After: Polibek   | Zed Evans |          |
| 2020 | After: Přiznání  | Zed Evans |          |

### Televize
| Rok             | Název            | Role         | Poznámky                                              |
| --------------- | ---------------- | ------------ | ----------------------------------------------------- |
| 2010            | American Idol    | Soutěžící    | Devátá řada , vyřazen během Hollywoodského týdne      |
| 2011            | The Glee Project | Soutěžící    | Vítěz první řady (spolu s Damianem McGintym)          |
| 2012–2013, 2015 | Glee             | Joe Hart     | Vedlejší role (3.–4., 6. řada), 23 dílů               |
| 2011–2012       | The Glee Project | Sám sebe     | Hostující porotce ve druhé řadě, díl: „Dance-ability“ |
| 2015            | Hawaii 5-0       | Alfie Tucker | díl: „Šaráda“                                         |